# Institut Max Planck de Bioquímica
L'Institut Max Planck de Bioquímica (o Max Planck Institute of Biochemistry) és un institut de recerca de la Societat Max Planck localitzat a Martinsried, un suburbi de Múnic. L'Institut va ser fundat el 1973 per la fusió de tres instituts anteriorment independents: l'Institut Max Planck de Bioquímica, l'Institut Max Planck de Recerca en Proteïnes i Pells (fundat el 1954 a Regensburg), i l'Institut Max Planck de Química Cel·lular (fundat el 1956 a Múnic).